# الدرجة (حفاش)

تعديل مصدري - تعديل

الدرجة هي إحدى قرى عزلة الملاحنة بمديرية حفاش التابعة لمحافظة المحويت، بلغ تعداد سكانها 310 نسمة حسب تعداد اليمن لعام 2004.